# Compsacrella poecila
Compsacrella poecila är en insektsart som beskrevs av Rehn, J.A.G. och Morgan Hebard 1938. Compsacrella poecila ingår i släktet Compsacrella och familjen gräshoppor. Inga underarter finns listade i Catalogue of Life.